# Artur Virgílio Alves dos Reis
Artur Virgílio Alves dos Reis (Lisbona, 8 settembre 1896 – 9 luglio 1955) è stato un truffatore portoghese.
Spregiudicato uomo d'affari e abile truffatore, negli anni venti organizzò un raggiro ai danni del Banco de Portugal, meglio conosciuto come Scandalo della Banca del Portogallo, tuttora considerato la più colossale truffa mai perpetrata ai danni di una banca nazionale.

## Biografia
Di famiglia modesta, Artur Virgílio Alves Reis nacque a Lisbona, nella parrocchia di Santiago, al secondo piano del numero 11 di Largo do Chão da Feira, nel cuore del quartiere Alfama, l'8 settembre 1896. Il padre, Guilherme Augusto Alves Reis era un impresario di pompe funebri e aveva gravi problemi finanziari, tanto da essere dichiarato insolvente; la madre, Mariana Carlota Reis, era una collaboratrice domestica.
Alves Reis voleva studiare ingegneria e iniziò il primo anno di corso ma lo abbandonò per sposare Maria Luísa Jacobetty de Azevedo (1895-1951) a Lisbona nel 1916, lo stesso anno in cui l'azienda paterna fallì. Dal matrimonio nacquero tre figli: Guilherme Joaquim, Luís Filipe e José Luís Alves Reis.
Nello stesso anno emigrò in Angola per cercare di fare fortuna e sfuggire così alle umiliazioni impostegli dalla ricca famiglia di Luísa, a causa del loro diverso status sociale. Iniziò come impiegato statale nelle fognature pubbliche. 
Per andare in Angola si spacciò per ingegnere, avendo falsificato un diploma di Oxford, di una scuola politecnica di ingegneria che non esisteva nemmeno, la "Polytechnic School of Engineering". 
Con un assegno scoperto, acquistò la maggior parte delle azioni della società Caminhos de Ferro Transafricanos de Angola a Moçâmedes. 
Tornato a Lisbona nel 1922, acquistò una società che rivendeva automobili americane. Tentò poi di rilevare la Companhia de Ambac (una compagnia ferroviaria che operava in Angola). Per farlo, emise assegni scoperti e poi utilizzò il denaro di Ambaca per coprire gli assegni sul suo conto personale. In totale, si appropriò illegalmente di circa 100.000 dollari USA. Con questo denaro acquistò anche la Companhia Mineira do Sul de Angola. Tuttavia, prima di avere il controllo dell'intera società, fu scoperto e arrestato a Porto nel luglio 1924 per appropriazione indebita. 
Durante i due brevi mesi di detenzione elaborò il suo piano più audace: pianificò di stipulare un contratto con il Banco de Portugal, l'emittente di moneta legale, che all'epoca era un'istituzione in parte privata, consentendogli di stampare banconote illegittime ma con la qualità e l'aspetto originali.
Con l'aiuto di alcuni complici, nel 1925 Alves dos Reis contattò la società britannica Waterlow & Sons Limited di Londra, che era la tipografia del Banco de Portugal e riuscì a falsificare le firme dei dirigenti della Banca del Portogallo su una serie di documenti che lo autorizzavano a richiedere la stampa di un ingente quantitativo di banconote da 500 escudos, per la quale fu incaricata la stessa ditta inglese stampatrice ufficiale della banca centrale portoghese.
Sulle prime il raggiro riuscì perfettamente, tanto che Alves dos Reis e i suoi complici, con le oltre 200.000 banconote ottenute, si arricchirono rapidamente, fondando addirittura una banca utilizzata prevalentemente per riciclare le banconote e investirle in attività finanziarie nella colonia portoghese dell'Angola, e, paradossalmente, stimolando in senso positivo l'economia.
Tuttavia nell'autunno del 1925, grazie anche alla inchiesta del giornale di Lisbona O Século, la truffa venne scoperta. Lo scandalo che si venne a creare fu enorme con ripercussioni notevoli per l'economia e la stabilità politica del Portogallo.
Alves dos Reis, insieme a quasi tutti i suoi complici, venne arrestato e nel 1930 condannato a 20 anni di prigione. Scarcerato nel 1945, morì povero dieci anni dopo.
Negli anni seguenti molti libri, inchieste giornalistiche e persino studi accademici in tutto il mondo hanno trattato il caso, da cui sono stati tratti alcuni film per la televisione. In Italia, in particolare, il personaggio di Alves dos Reis fu interpretato nel 1974 da Paolo Stoppa nella miniserie TV Accadde a Lisbona.